# Aussurucq
Aussurucq är en kommun i departementet Pyrénées-Atlantiques i regionen Nouvelle-Aquitaine i sydvästra Frankrike. Kommunen ligger i kantonen Mauléon-Licharre som tillhör arrondissementet Oloron-Sainte-Marie. År 2022 hade Aussurucq 235 invånare.

## Befolkningsutveckling
Antalet invånare i kommunen Aussurucq
| Referens: INSEE |